# Audi RS3
Der Audi RS3 ist ein Kompaktsportwagen der Audi AG. Er stellt seit März 2011 das höchste Leistungsniveau des Audi A3 dar.

## RS3 (8PA, 2011–2012)

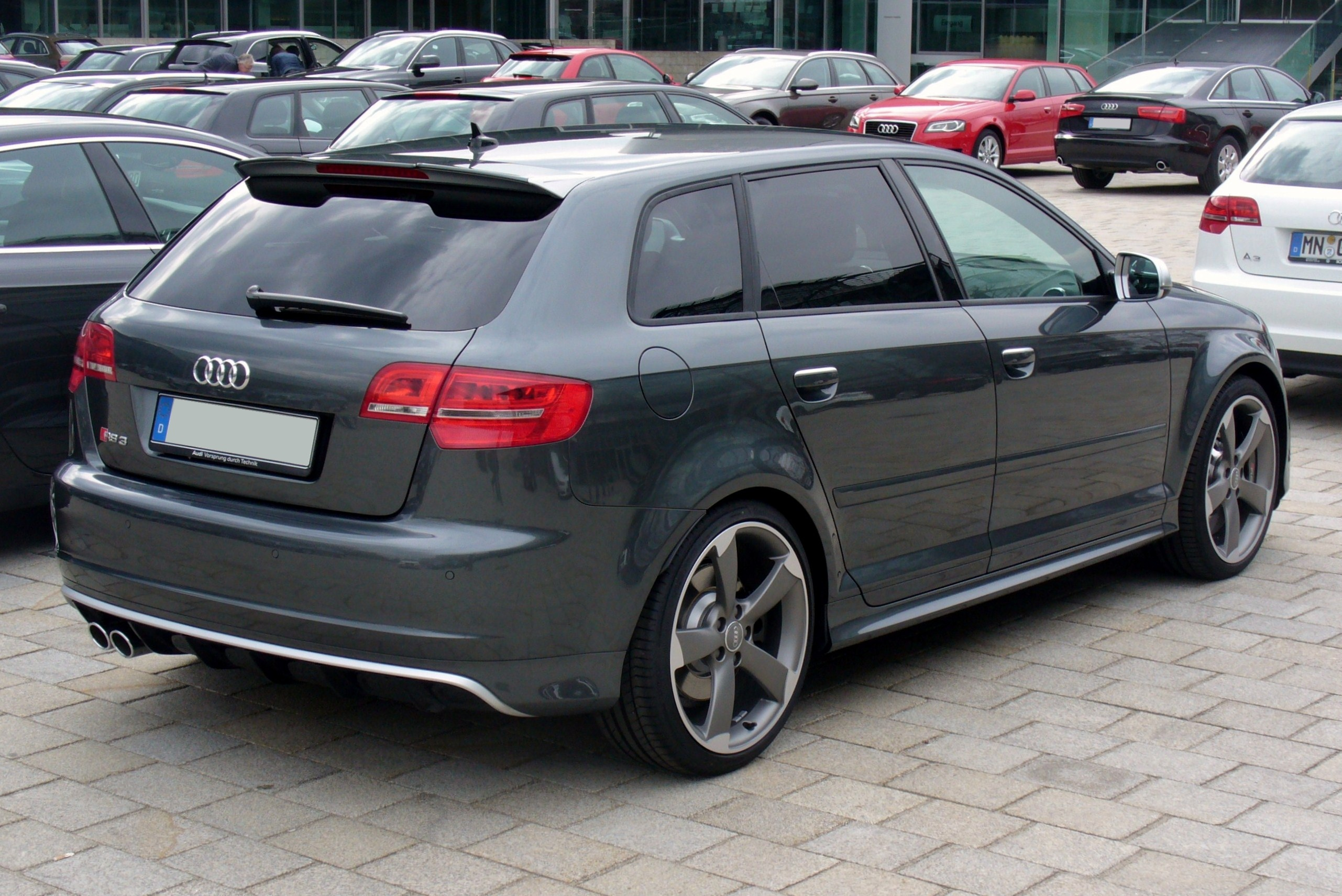
Heckansicht

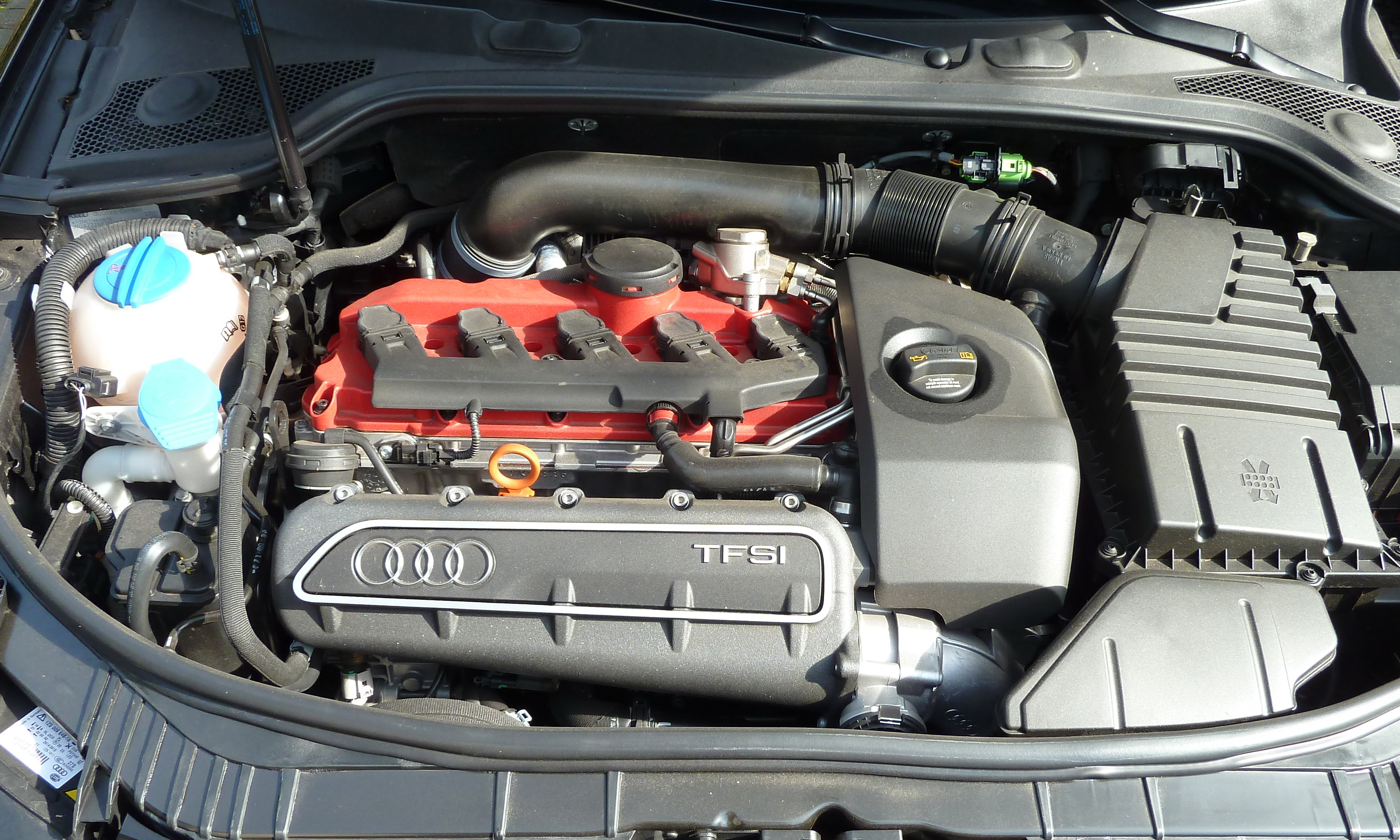
Motorraum

Die erste Generation des Audi RS3 wurde im November 2010 vorgestellt, auf dem Genfer Auto-Salon 2011 formal erstmals präsentiert und im Frühjahr 2011 eingeführt. Von dem 8PA wurden weltweit nur 5400 Stück gebaut. Sie leistete durch einen turboaufgeladenen Reihenfünfzylinder mit 2,5 Liter Hubraum 250 kW (340 PS). Das nur mit der 7-Gang-S tronic, dem Allradantrieb Quattro und als Fünftürer erhältliche Fahrzeug verfügte gegenüber dem normalen A3 über eine erweiterte Grund- als auch Exklusivausstattung:
- modifizierte Stoßstange vorne und hinten
- breitere Kotflügel, aus kohlenstofffaserverstärktem Kunststoff gefertigt[1]
- breite Seitenschweller
- Dachkantenspoiler
- Allradsystem Quattro (Haldex-Kupplung)
- Xenon-Scheinwerfer

### Technische Daten
|                                            | Sportback                 |
| ------------------------------------------ | ------------------------- |
| Bauzeitraum                                | 03/2011–10/2012           |
| Motorart                                   | Ottomotor                 |
| Motorbauart                                | Reihenbauart              |
| Motoraufladung                             | Turbolader                |
| Gemischaufbereitung                        | Direkteinspritzung        |
| Hubraum                                    | 2480 cm³                  |
| Zylinder/Ventile                           | 5/20                      |
| maximale Leistung bei min−1                | 250 kW (340 PS)/5400–6500 |
| maximales Drehmoment bei min−1             | 420 Nm/1600–5300          |
| Antriebsart, serienmäßig                   | Allradantrieb             |
| Getriebeart, serienmäßig                   | 7-Gang-S tronic           |
| Leergewicht                                | 1650 kg                   |
| maximale Zuladung                          | 560 kg                    |
| Beschleunigung, 0–100 km/h                 | 4,8 s                     |
| Höchstgeschwindigkeit                      | 250 km/h (1)              |
| Kraftstoffverbrauch auf 100 km, kombiniert | 9,5 l Super Plus          |
| CO2-Emission, kombiniert                   | 212 g/km                  |
| Abgasnorm nach EU-Klassifikation           | Euro 5                    |

## RS3 (8VA, 2015–2020)

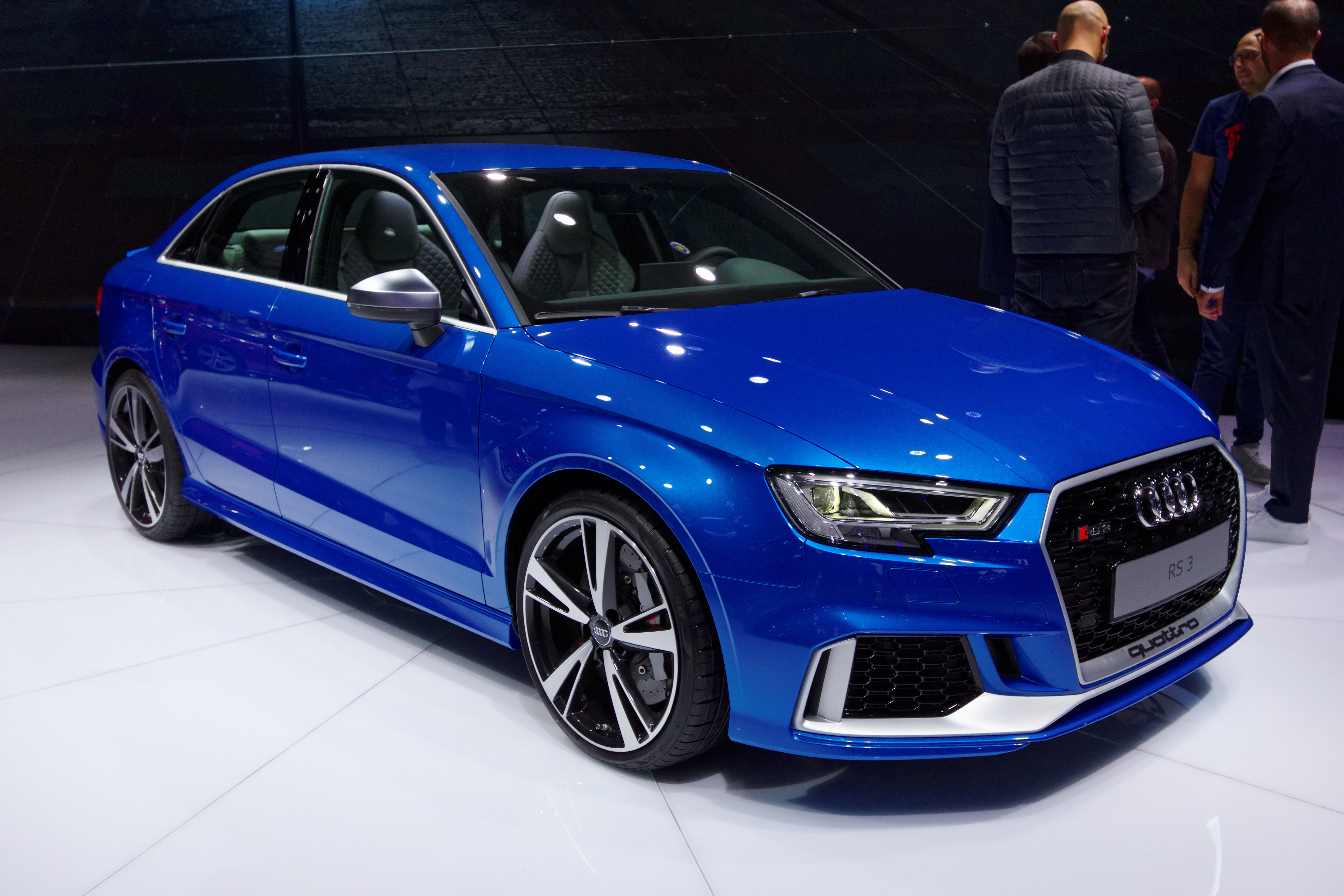
Audi RS3 Limousine (2017–2020)

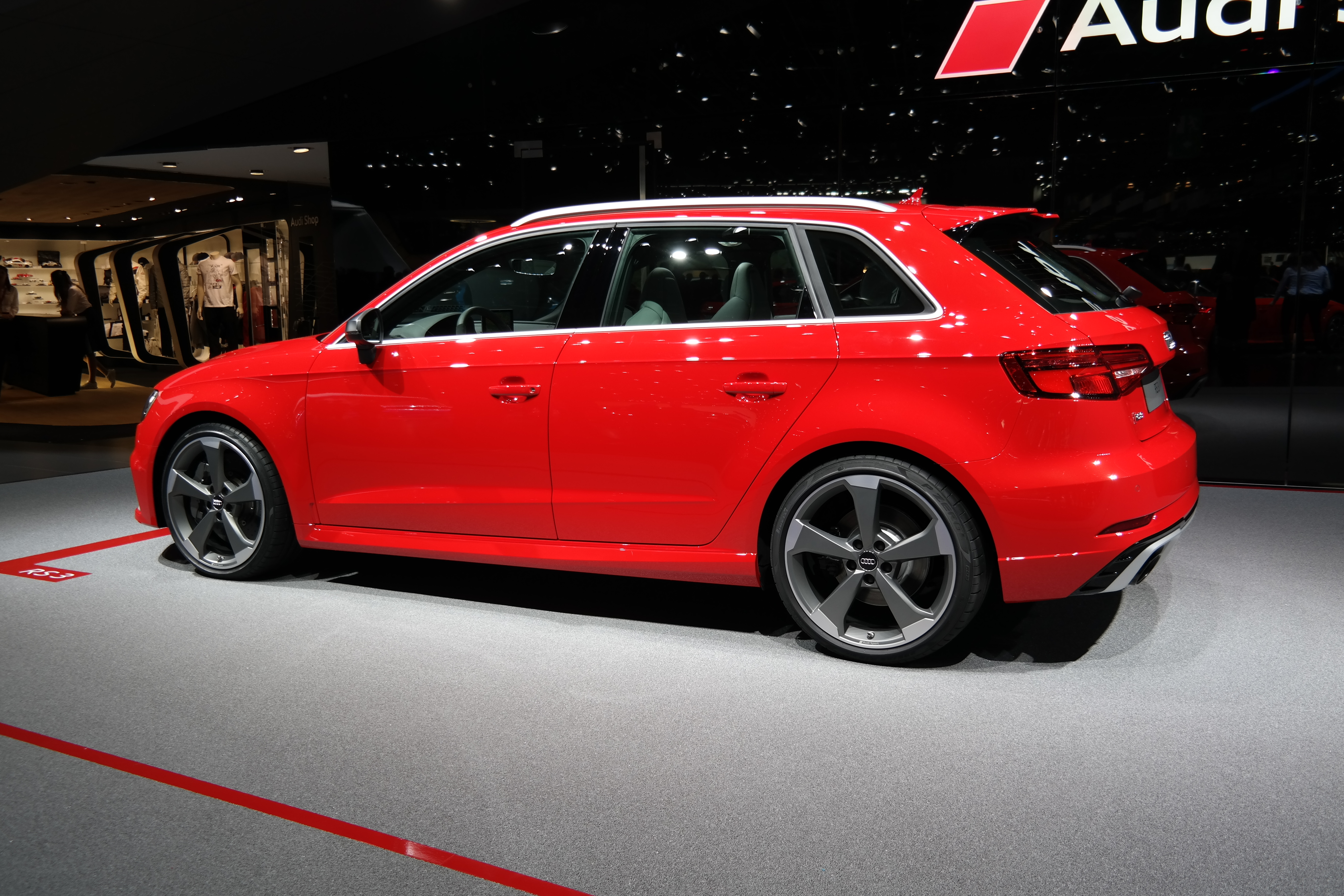
Audi RS3 Sportback (2017–2020)

Auf dem Genfer Auto-Salon im März 2015 wurde die zweite Generation des Audi RS3 auf Basis des A3 8V als Fünftürer vorgestellt.
Als Motorisierung wird auch bei der zweiten Generation der 2,5-Liter-Ottomotor mit Turbolader und einer modifizierten Leistung von maximal 270 kW (367 PS) verwendet. Serienmäßig kommt das Siebengang-Doppelkupplungsgetriebe S tronic und der Allradantrieb quattro mit Haldex-Kupplung zum Einsatz.
Die Markteinführung war am 12. Juni 2015. Mit der Überarbeitung des A3 im Mai 2016 verschwand der RS3 Sportback vorerst vom Markt, erst auf dem Genfer Auto-Salon im März 2017 präsentierte Audi das Facelift.
Auf dem Pariser Autosalon im Herbst 2016 präsentierte Audi den RS3 als viertürige Limousine. Weiterhin zum Einsatz kommt der 2,5-Liter-Ottomotor, dieser leistet nun wie im TT RS maximal 294 kW (400 PS). Damit beschleunigt die Limousine in 4,1 Sekunden auf 100 km/h. Im August 2017 kam das Fahrzeug zusammen mit dem überarbeiteten Sportback in den Handel.

### Technische Daten
|                                            | Sportback                 | Sportback                 | Limousine                 | Sportback                 | Limousine                 |
| ------------------------------------------ | ------------------------- | ------------------------- | ------------------------- | ------------------------- | ------------------------- |
| Bestellzeitraum                            | 04/2015–04/2016           | 07/2017–08/2018           | 07/2017–08/2018           | 09/2018–07/2020           | 09/2018–07/2020           |
| Motorkennbuchstabe                         | CZGB                      | DAZA                      | DAZA                      | DNWA                      | DNWA                      |
| Motorbaureihe                              | VW EA855                  | VW EA855 evo              | VW EA855 evo              | VW EA855 evo              | VW EA855 evo              |
| Motorart                                   | Ottomotor                 | Ottomotor                 | Ottomotor                 | Ottomotor                 | Ottomotor                 |
| Motorbauart                                | Reihenbauart              | Reihenbauart              | Reihenbauart              | Reihenbauart              | Reihenbauart              |
| Motoraufladung                             | Turbolader                | Turbolader                | Turbolader                | Turbolader                | Turbolader                |
| Gemischaufbereitung                        | Direkteinspritzung        | Direkteinspritzung        | Direkteinspritzung        | Direkteinspritzung        | Direkteinspritzung        |
| Hubraum                                    | 2480 cm³                  | 2480 cm³                  | 2480 cm³                  | 2480 cm³                  | 2480 cm³                  |
| Zylinder/Ventile                           | 5/20                      | 5/20                      | 5/20                      | 5/20                      | 5/20                      |
| maximale Leistung bei min−1                | 270 kW (367 PS)/5550–6800 | 294 kW (400 PS)/5850–7000 | 294 kW (400 PS)/5850–7000 | 294 kW (400 PS)/5850–7000 | 294 kW (400 PS)/5850–7000 |
| maximales Drehmoment bei min−1             | 465 Nm/1625–5550          | 480 Nm/1700–5850          | 480 Nm/1700–5850          | 480 Nm/1950–5850          | 480 Nm/1950–5850          |
| Antriebsart, serienmäßig                   | Allradantrieb             | Allradantrieb             | Allradantrieb             | Allradantrieb             | Allradantrieb             |
| Getriebeart, serienmäßig                   | 7-Gang-S tronic           | 7-Gang-S tronic           | 7-Gang-S tronic           | 7-Gang-S tronic           | 7-Gang-S tronic           |
| Leergewicht                                | 1595 kg                   | 1585 kg                   | 1590 kg                   | 1605 kg                   | 1610 kg                   |
| maximale Zuladung                          | 500 kg                    |                           |                           | 460 kg                    | 450 kg                    |
| Beschleunigung, 0–100 km/h                 | 4,3 s                     | 4,1 s                     | 4,1 s                     | 4,1 s                     | 4,1 s                     |
| Höchstgeschwindigkeit                      | 250 km/h (1)              | 250 km/h (1)              | 250 km/h (1)              | 250 km/h (1)              | 250 km/h (1)              |
| Höchstgeschwindigkeit                      | 280 km/h (1) (2)          |                           |                           |                           |                           |
| Kraftstoffverbrauch auf 100 km, kombiniert | 8,1 l Super Plus          | 8,3–8,4 l Super Plus      | 8,3–8,4 l Super Plus      | 8,5 l Super Plus          | 8,5 l Super Plus          |
| CO2-Emission, kombiniert                   | 189 g/km                  | 189–192 g/km              | 189–192 g/km              | 215 g/km                  | 215 g/km                  |
| Abgasnorm nach EU-Klassifikation           | Euro 6                    | Euro 6                    | Euro 6                    | Euro 6d-TEMP-EVAP         | Euro 6d-TEMP-EVAP         |

## RS3 (8YA, seit 2021)

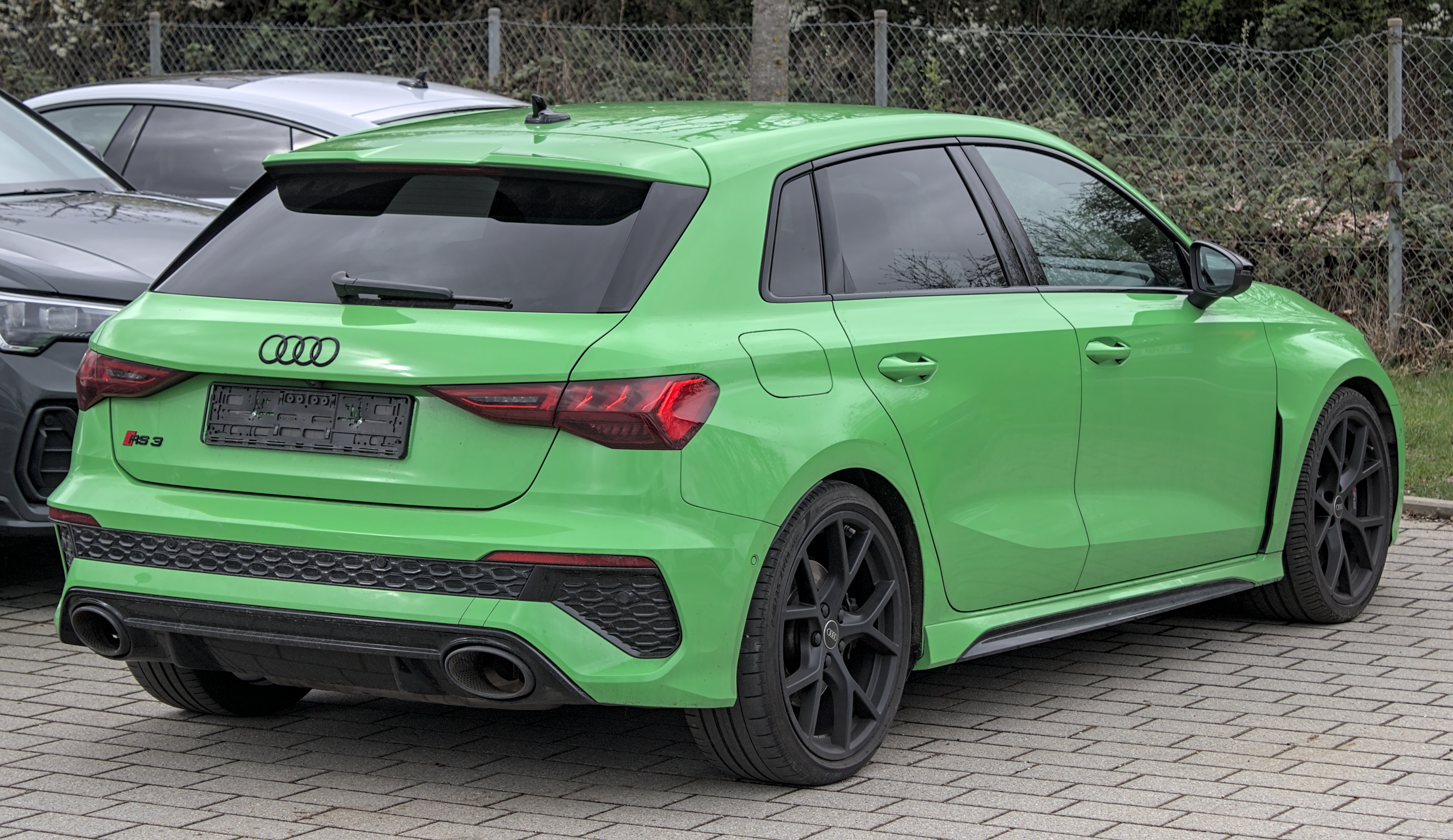
Heckansicht

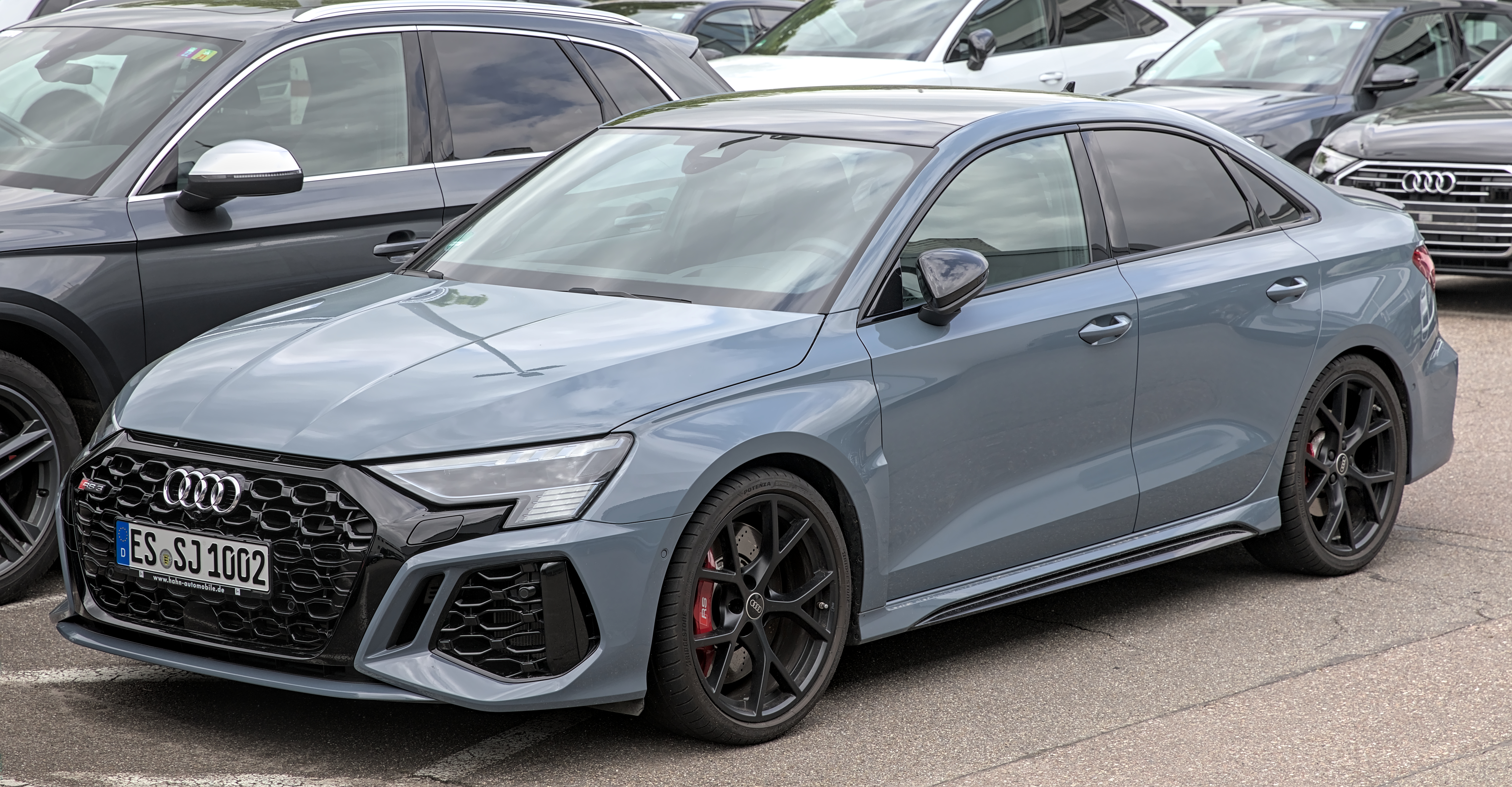
Audi RS3 Limousine (2021–2024)

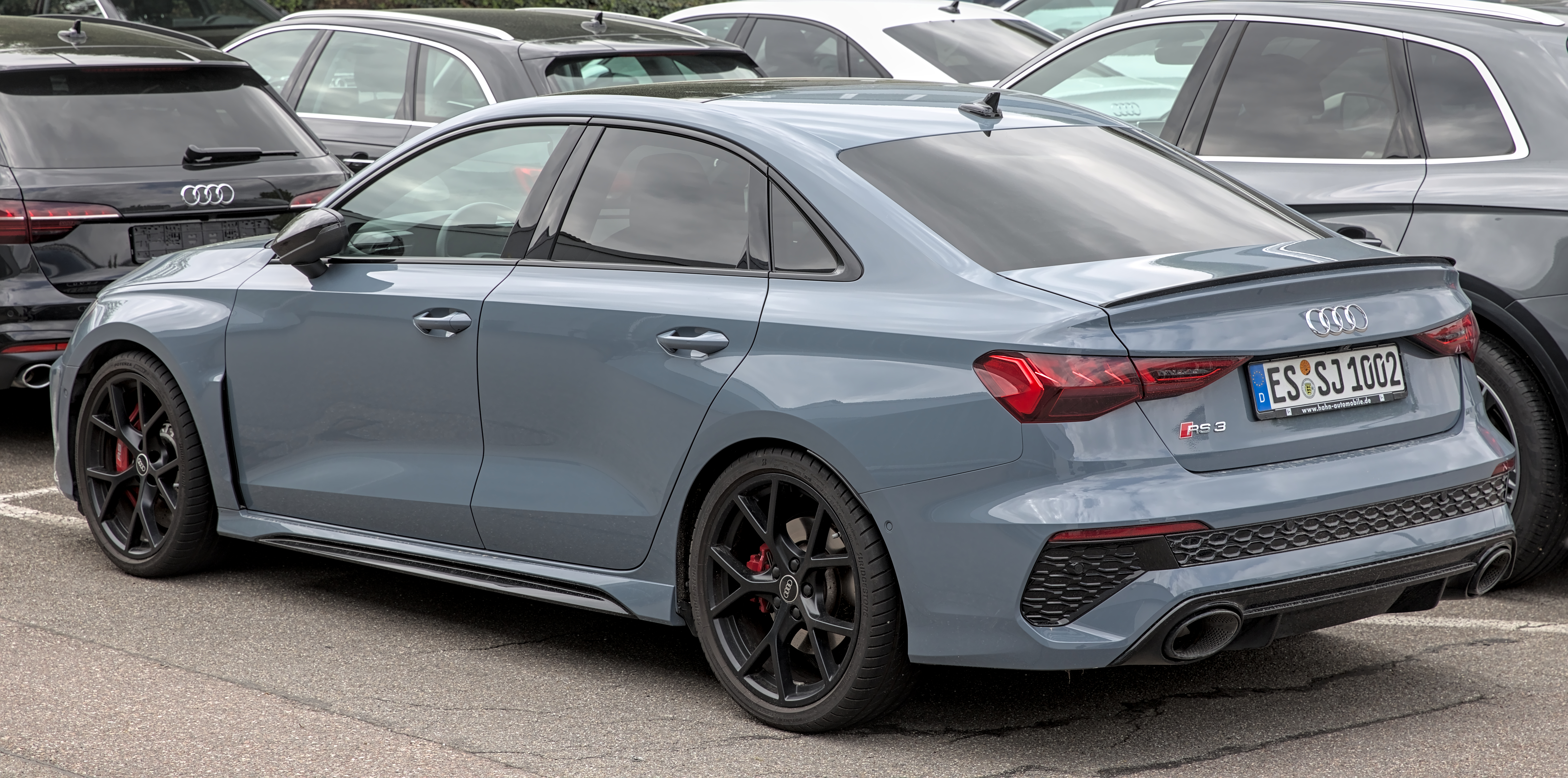
Heckansicht

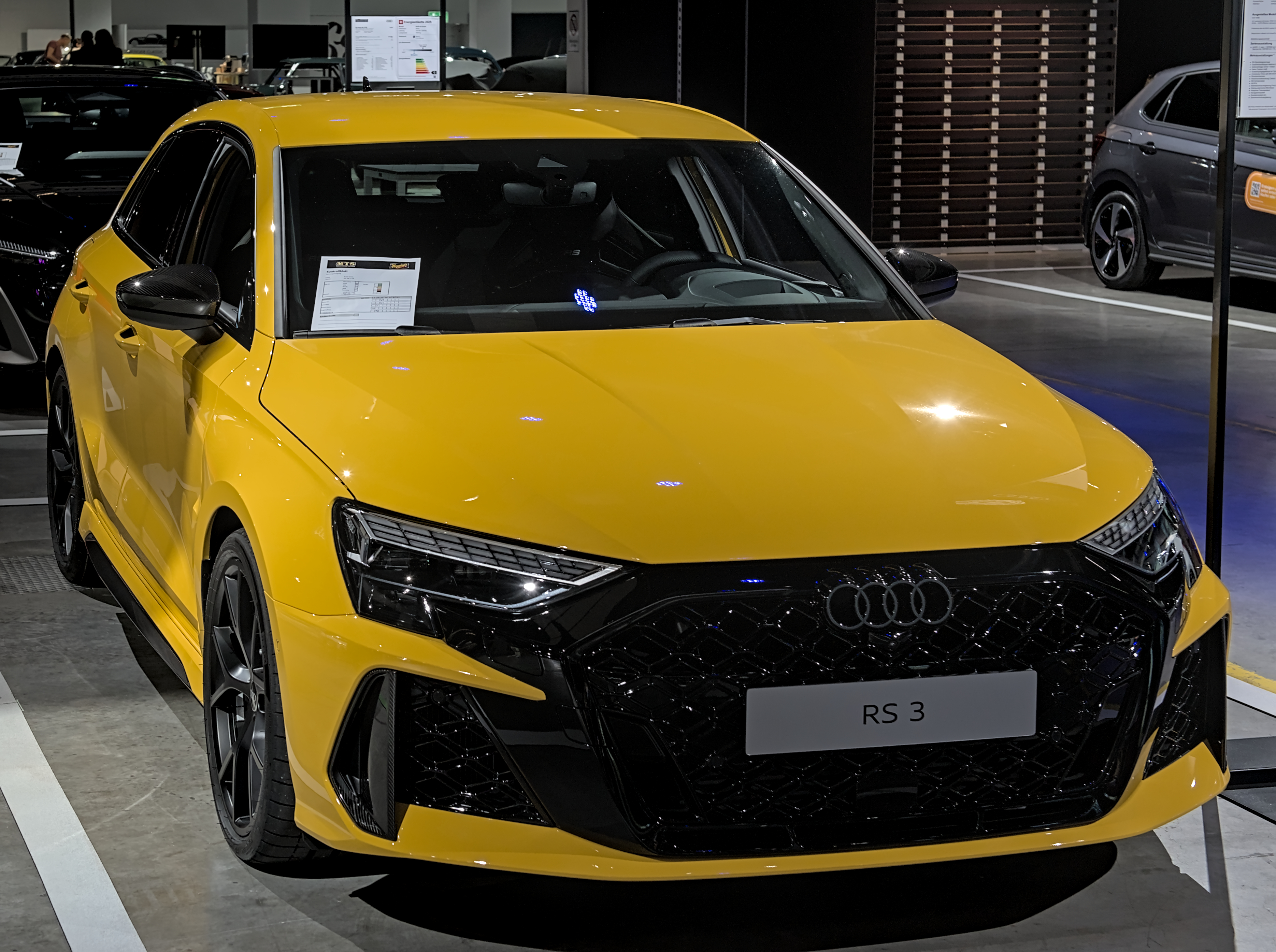
Audi RS3 Sportback (seit 2024)

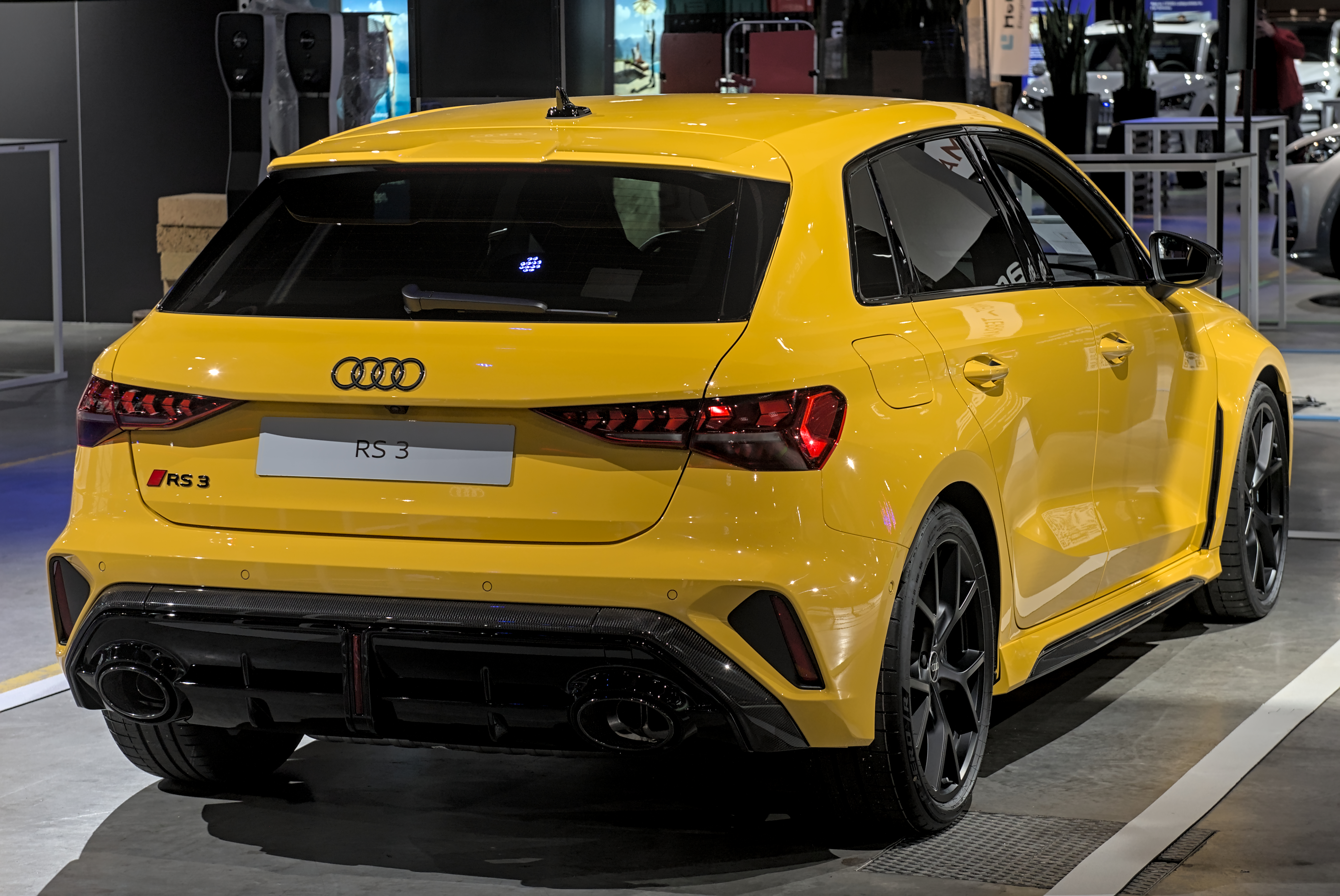
Heckansicht

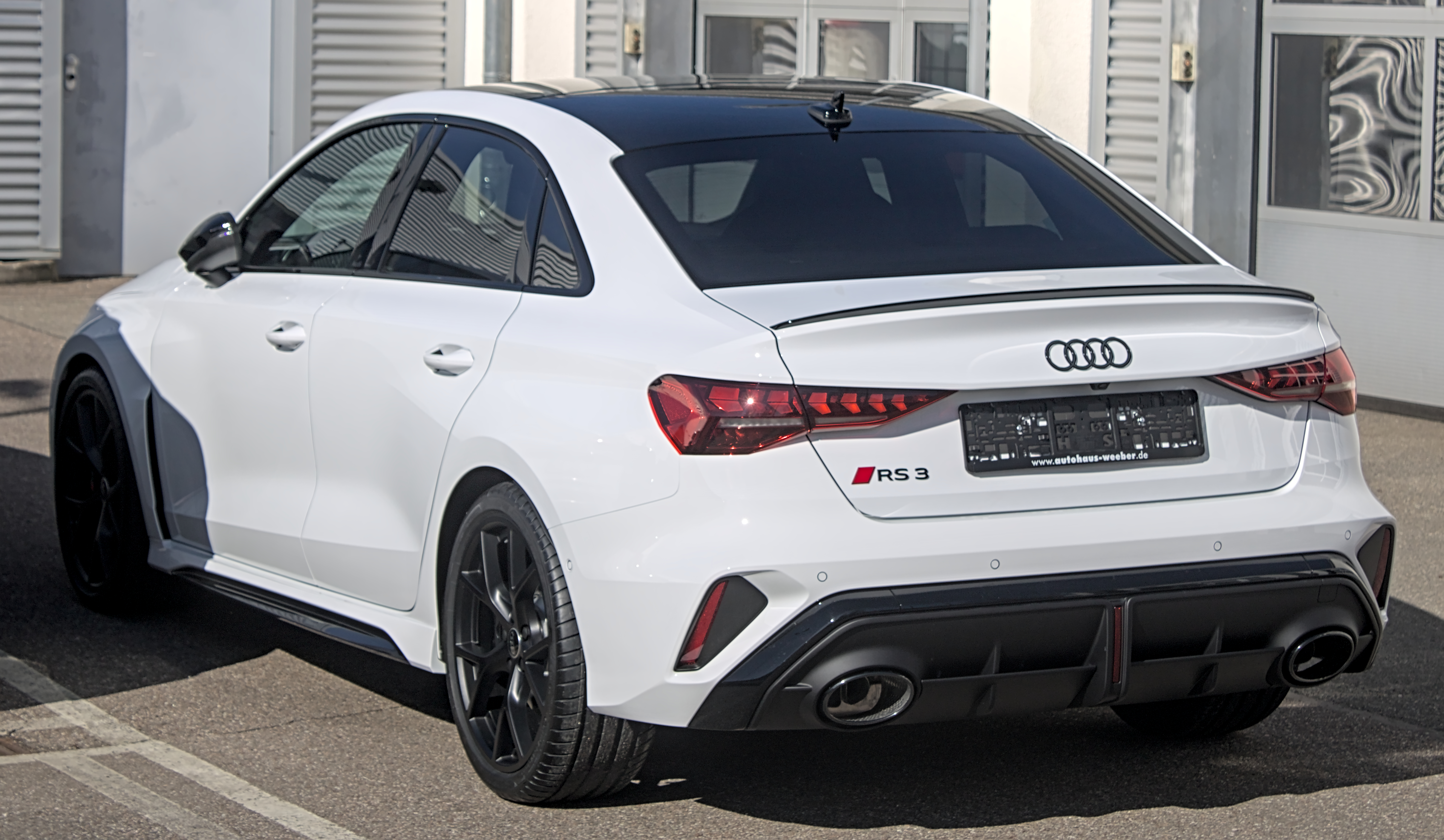
Audi RS3 Limousine (seit 2024)

Die dritte Generation des RS3 präsentierte Audi am 19. Juli 2021. Eine überarbeitete Version wurde am 20. August 2024 vorgestellt. Sie wird wieder als Sportback und als Limousine angeboten.
Angetrieben wird die Baureihe nach wie vor vom 2,5-Liter-Ottomotor mit 294 kW (400 PS). Die Beschleunigung von 0 auf 100 km/h soll in 3,8 Sekunden erfolgen, die Höchstgeschwindigkeit kann gegen Aufpreis auf bis zu 280 km/h bzw. mit optional erhältlicher Keramikbremsanlage auf bis zu 290 km/h erhöht werden.
Als erstes RS-Modell verfügt es über „Torque Vectoring“, eine variable Drehmomentverteilung an das rechte/linke Rad der Hinterachse. Erreicht wird dies mittels jeweils einer Kupplung pro Rad an der Hinterachse, die die klassische vom RS3 bekannte einzelne Haldexkupplung ersetzt.
Das auf 300 Exemplare limitierte Sondermodell Performance Edition war kurzzeitig erhältlich und hat 299 kW (407 PS). Die Höchstgeschwindigkeit beträgt bei diesem Modell serienmäßig 300 km/h. Es verfügt serienmäßig über eine nummerierte Plakette auf dem Armaturenbrett, einer speziellen „300“-Lichtsignatur für die Frontscheinwerfer, Schalensitzen (nur in Mikrofaserstoff erhältlich, mit Echtcarbonrückseite) und einem anderen Felgendesign.
Erhältlich war das Sondermodell nur in folgenden Lackfarben:
- Nogaroblau Perleffekt
- Pfeilgrau Perleffekt
- Daytona Grau Perleffekt
- Sebringschwarz Kristalleffekt
- Gletscherweiß Metallic[9]

### Facelift
Im August 2024 wurde von Audi der überarbeitete RS3 8Y vorgestellt, bestellbar war er ab Oktober 2024.
Der Motor und die Leistungsdaten blieben unverändert, laut Audi gab es kleinere Feinabstimmungen am Torque Vectoring. Beschleunigungswerte und Endgeschwindigkeit blieben ebenfalls unverändert.
Die äußere Optik wurde bei dem Facelift leicht angepasst (geänderte Frontscheinwerfer, Rücklichter und Front- und Heckstoßstange), im Innenraum gab es Änderungen an den Türverkleidungen (andere Ambientebeleuchtung), der Mittelkonsole (nun auch erhältlich mit in die Getränkehalter integrierte Ambientebeleuchtung) und leicht in der Form veränderte Luftdüsen.
Zusätzlich hielt ein neues Lenkraddesign Einzug in den Innenraum.
Die vom Sondermodell Performance Edition bekannten Vollschalensitze waren ab dem Facelift nun auch für den „Standard“-RS3 bestellbar.

### Nürburgringrekorde
Am 14. Juni 2021 fand ein Rundenzeitenrekordversuch (notariell beglaubigt) in der Kompaktklasse von Audi mit dem neuen RS3 auf dem Nürburgring statt. Als Karosserievariante wurde die Limousine gewählt, die, trotz minimal höherem Leergewicht im Vergleich zum Sportback, etwas windschnittiger ist und somit die optimale Karosserievariante für diesen Einsatz darstellt. Als Fahrer befand sich Frank Stippler am Steuer des RS3 und erreichte eine neue Rundenrekordzeit von 7:40,748 auf der 20,83 km langen Strecke.
Im August 2023 legte BMW mit einem M2 nach und verbesserte die Rundenrekordzeit der Kompaktklasse auf 7:38.706.
Mit dem Facelift des RS3 gab es 2024 wieder einen Rekordversuch von Audi. Am Steuer war abermals Frank Stippler und als Karosserievariante wurde auch hier wieder die Limousine gewählt. Der RS3 verbesserte die Rekordzeit von BMW um über 5 Sekunden und holte sich mit 7:33.123 wieder die Bestzeit in der Kompaktklasse.

### Technische Daten
|                                            | Sportback                 | Limousine                 | Sportback                 | Limousine                 | Sportback Performance Edition | Limousine Performance Edition |
| ------------------------------------------ | ------------------------- | ------------------------- | ------------------------- | ------------------------- | ----------------------------- | ----------------------------- |
| Bestellzeitraum                            | 07/2021–08/2024           | 07/2021–08/2024           | seit 08/2024              | seit 08/2024              | 10/2022–12/2022               | 10/2022–12/2022               |
| Motorkennbuchstabe                         | DNWC                      | DNWC                      |                           |                           | DNWD                          | DNWD                          |
| Motorbaureihe                              | VW EA855 evo              | VW EA855 evo              | VW EA855 evo              | VW EA855 evo              | VW EA855 evo                  | VW EA855 evo                  |
| Motorart                                   | Ottomotor                 | Ottomotor                 | Ottomotor                 | Ottomotor                 | Ottomotor                     | Ottomotor                     |
| Motorbauart                                | Reihenbauart              | Reihenbauart              | Reihenbauart              | Reihenbauart              | Reihenbauart                  | Reihenbauart                  |
| Motoraufladung                             | Turbolader                | Turbolader                | Turbolader                | Turbolader                | Turbolader                    | Turbolader                    |
| Gemischaufbereitung                        | Direkteinspritzung        | Direkteinspritzung        | Direkteinspritzung        | Direkteinspritzung        | Direkteinspritzung            | Direkteinspritzung            |
| Hubraum                                    | 2480 cm³                  | 2480 cm³                  | 2480 cm³                  | 2480 cm³                  | 2480 cm³                      | 2480 cm³                      |
| Zylinder/Ventile                           | 5/20                      | 5/20                      | 5/20                      | 5/20                      | 5/20                          | 5/20                          |
| maximale Leistung bei min−1                | 294 kW (400 PS)/5600–7000 | 294 kW (400 PS)/5600–7000 | 294 kW (400 PS)/5600–7000 | 294 kW (400 PS)/5600–7000 | 299 kW (407 PS)/5700–7000     | 299 kW (407 PS)/5700–7000     |
| maximales Drehmoment bei min−1             | 500 Nm/2250–5600          | 500 Nm/2250–5600          | 500 Nm/2250–5600          | 500 Nm/2250–5600          | 500 Nm/2250–5700              | 500 Nm/2250–5700              |
| Antriebsart, serienmäßig                   | Allradantrieb             | Allradantrieb             | Allradantrieb             | Allradantrieb             | Allradantrieb                 | Allradantrieb                 |
| Getriebeart, serienmäßig                   | 7-Gang-S tronic           | 7-Gang-S tronic           | 7-Gang-S tronic           | 7-Gang-S tronic           | 7-Gang-S tronic               | 7-Gang-S tronic               |
| Leergewicht                                | 1645 kg                   | 1650 kg                   | 1640 kg                   | 1640 kg                   | 1645 kg                       | 1650 kg                       |
| maximale Zuladung                          | 430 kg                    | 430 kg                    | 415 kg                    | 415 kg                    | 430 kg                        | 430 kg                        |
| Beschleunigung, 0–100 km/h                 | 3,8 s                     | 3,8 s                     | 3,8 s                     | 3,8 s                     | 3,8 s                         | 3,8 s                         |
| Höchstgeschwindigkeit                      | 250 km/h (1)              | 250 km/h (1)              | 250 km/h (1)              | 250 km/h (1)              | 300 km/h (1)                  | 300 km/h (1)                  |
| Höchstgeschwindigkeit                      | 280–290 km/h (1) (2)      | 280–290 km/h (1) (2)      | 280–290 km/h (1) (2)      | 280–290 km/h (1) (2)      | —                             | —                             |
| Kraftstoffverbrauch auf 100 km, kombiniert | 9,0–9,5 l Super Plus      | 8,9–9,4 l Super Plus      | 9,3–9,5 l Super Plus      | 9,1–9,4 l Super Plus      | 9,0–9,5 l Super Plus          | 8,9–9,3 l Super Plus          |
| CO2-Emission, kombiniert                   | 205–217 g/km              | 201–214 g/km              | 211–217 g/km              | 207–213 g/km              | 205–216 g/km                  | 201–212 g/km                  |
| Abgasnorm nach EU-Klassifikation           | Euro 6d-ISC-FCM           | Euro 6d-ISC-FCM           | Euro 6e                   | Euro 6e                   | Euro 6d-ISC-FCM               | Euro 6d-ISC-FCM               |